# 炎神戰隊Go-onger
《炎神戰隊Go-onger》，是由日本東映製作的《超級戰隊系列》第32部特攝作品，於2008年（平成20年）2月17日至2009年2月8日期間每週日上午7時30分在朝日電視台首播。

## 作品特色
- 繼《高速戰隊渦輪連者》及《激走戰隊車連者》後第三部以「汽車」及「交通工具」為主題為主題的戰隊作品。
- 有別於以往戰隊作品的變身，戰士們於著裝強化服時通常為自行套上其頭盔，而同樣地他們於戰鬥過後亦較常將其頭盔自行脫下。
- 繼《特搜戰隊刑事連者》後第二次出現女性銀色戰士，同時亦為首位作為追加戰士的女性戰士（Go-on Silver）。
- 繼《救急戰隊GoGo V》及《魔法戰隊魔法連者》後再次出現由鐵路列車組成的大型機械人（恐列王）。
- 首次出現12機組之大型機組合體型態（炎神王G12），並打破了《轟轟戰隊冒險者》的Ultimate大冒險之10機組紀錄。

## 故事概要
在一處名為「機械世界」的次元世界內，擁有自我意識及能說話的交通工具型的機械生命體「炎神」便一直與喜歡破壞環境、製造污染公害的機械生命體「蠻機族 害亞客」交戰，而最後雖然炎神們成功擊退害亞客，但是害亞客卻將目標轉移至「人類世界」，故炎神們亦於前往人類世界後並尋覓了人類戰士組成「炎神戰隊Go-onger」繼續與害亞客對戰。

## 登場角色

### 炎神戰隊Go-onger
炎神戰隊Go-onger，為抵達人類世界的炎神們所尋找的人類戰士。
初期為三人戰隊，而三人則為於害亞客進攻人類世界時卻奮勇挺身戰鬥，結果在遇險時則被目睹一切的Bomper救走後繼而成為炎神們的夥伴；而後期因範人、軍平以及須塔兄妹的加入而成為七人戰隊。
江角 走輔（えすみ そうすけ）／ Go-on Red
演：古原靖久
Go-onger的隊長，而在成為Go-onger前則為賽車手。
個性耿直樂觀，但做事魯莽，然而對於孩童卻相當和善，而其本身亦有使用硬幣占卜的習慣。
擁有不懼敵人的勇氣跟熱情，而戰鬥時則擅長速度戰。
最後在與蠻機族之戰鬥完結後便成為卡丁車賽車手。
其他登場作品：《海賊戰隊豪快者》、《連續4週特別篇 超級戰隊最強對戰!!》、《爆上戰隊BoonBoomger》
香坂 連（こうさか れん）／ Go-on Blue
演：片岡信和
隊伍中的頭腦派，而在成為Go-onger前則為負責運送乘客前往賽車場的巴士司機。
博學多聞，並會隨時勤作筆記，而與隊員們言談之間的態度也很謹慎、認真，故亦擅於幫助及調解隊員們之間的紛爭。
其老家為開設溫泉旅館，另外於童年時因臥病在床的母親很喜歡吃煎蛋捲，所以亦認真練習做菜，而擅長菜式則為蛋類料理。
戰鬥時則以力量戰跟快速攻擊的戰術為主；另外其自身亦會為Go-onger開發配備。
最後在與蠻機族之戰鬥完結後便成為走輔車隊的機械維修。
樓山 早輝（ろうやま さき）／ Go-on Yellow
演：逢澤莉娜
初期為Go-onger中唯一的女生，而在成為Go-onger前則為賽車場的食品販賣員。
是位不管怎樣的時候總是笑容滿面的少女，而其座右銘則為「Smile、Smile」。另外其自身亦喜歡打扮自己，對於流行也很敏銳。
有著成為糕點師的夢想，然而其本身則為味覺白痴。
於戰鬥時則擅長踢技，並能運用其身材矮小的優勢對敵人之盲點攻擊。
最後在與蠻機族之戰鬥完結後便任職甜品店。
其他登場作品：《豪快者 護星者 超級戰隊199英雄大決戰》、《海賊戰隊豪快者 The Movie 飛天幽靈船》
城 範人（じょう はんと）／ Go-on Green
演：碓井將大
個性天真、和藹可親的青年。
是位到處兼職的飛特族，而在成為Go-onger後亦不忘兼職，但在做事時卻為容易輕忽。
於一次兼職時因軍平的牽連導致被辭退，及後在偶然下重遇軍平並打算與其算帳時亦從Bomper耳聞有關炎神與害亞客之事，而最後範人亦為救遇險的走輔、連跟早輝三人而聯同軍平取得Go-on Changer後便變身為Go-onger與害亞客對戰。
於戰鬥時則以拳擊及雜技戰術為主。
石原 軍平（いしはら ぐんぺい）／ Go-on Black
演：海老澤健次
初登場為前警察。
其個性腳踏實地，而當初在知曉Go-onger為人類卻希望能夠成為Go-onger，然而走輔、連跟早輝卻選擇不言逃逸，其後軍平則趁三人於戰鬥期間登上銀次郎號將Bomper擄走並向其逼供，而最後為救遇險的走輔、連跟早輝三人而聯同範人取得Go-on Changer後便變身為Go-onger與害亞客對戰。
初期則對眾人謊稱其過往為刑事，但實際上其在獲得晉升刑事的頒令後卻選擇請辭，然而最後在與蠻機族之戰鬥完結後便回歸警察本職並擔任刑事。
於戰鬥時則擅長運用其體格充分應用於戰鬥及射擊戰。
Go-on Wings
於GP-16初登場。
兩人皆為出身於富裕家族財團－「須塔財團」兼作為其繼承人的一對兄妹，並有著強烈的第六感，後來於一次鍛鍊時意外感應到剛抵達人類世界的炎神托利布塔跟杰圖拉斯之求助，及後亦在協助兩人恢復原貌跟被對方看中後隨即被其帶往機械世界接受嚴格訓練，故而較Go-onger早一步成為戰士。
須塔 大翔（すとう ひろと）／ Go-on Gold
演：德山秀典
美羽的哥哥。
個性沈著冷靜，並且多才多藝及有著每日鍛鍊自己之習慣，但唯一的缺點則為害怕鬼怪幽靈；而於戰鬥時則擅長拳擊及空中戰。
初時因認為Go-onger的戰鬥經驗不足而對他們存有不滿甚至產生摩擦，但後來卻因聽從恩師讓·波艾爾之意見而開始與Go-onger合作戰鬥。
其他登場作品：《爆上戰隊BoonBoomger formation lap 銀河系的處理屋》
須塔 美羽（すとう みう）／ Go-on Silver
演：杉本有美
大翔的妹妹。
其嗜好為插花及園藝，並擁有旺盛的好奇心，對於有興趣的事情也希望能更對之深入研究；而於戰鬥時則擅長運用合氣道之技巧及華麗的動作應戰。
其他登場作品：《海賊戰隊豪快者》、《海賊戰隊豪快者 The Movie 飛天幽靈船》、《爆上戰隊BoonBoomger formation lap 銀河系的處理屋|爆上戰隊BoonBoomger#其他相關媒體》
Bomper
聲：中川亞紀子
正式名稱為「Born-to Outerdimension and Mechanic X Pitcrew-type ENGINE-support Robot」，為讓·波艾爾於知曉炎神們於人類世界時需要人類夥伴之協助而特地創造之小型嚮導機械人。
其負責替Go-onger的裝備開發／維護以及後勤支援，並能夠偵測害亞客的出現。
其他登場作品：《海賊戰隊豪快者》

### 炎神
炎神，為一眾來自平行次元「機械世界」的大型機械生命體。
與以污染環境為主旨的害亞客為敵對關係，而在知曉害亞客改以人類世界為侵略目標後便隨即前往人類世界，然而炎神們在人類世界卻不能長時間維持其原有巨大的身軀，故牠們必須分拆為作為其魂魄的炎神Soul以及其縮小化身軀炎神Custom，而牠們同樣亦須透過人類世界之人類協助下才能恢復其原貌。
 斯比多魯
聲：浪川大輔
走輔／Go-on Red的拍檔，為擁有安第斯神鷲外貌與特性的跑車型炎神，而其機組編號為「1」。
個性直率豪爽，至於其口頭禪為「Doru Doru」。
戰鬥時主要以其下方的雙爪臂及從其頂部釋放火焰攻擊；另外其擁有強大的跳躍力，雖並非飛翼族但亦能透過展開其雙側的機翼進行短暫性空中滑翔。
為炎神王的頭部、胸部與雙手臂。
其他登場作品：《海賊戰隊豪快者》、《爆上戰隊BoonBoomger》
 巴獅王
聲：江川央生
連／Go-on Blue的拍檔，為擁有獅子外貌與特性的巴士型炎神，而其機組編號為「2」。
個性尤為穩重，至於其口頭禪為「On On」。
其前端頂部則設有動態顯示屏，至於配備武器為於其頂部能連環發射導彈巴獅王Missile之多孔式導彈炮。
為炎神王的腰部及雙腿。
其他登場作品：《海賊戰隊豪快者》、《爆上戰隊BoonBoomger》
 貝耶爾V
聲：井上美紀
早輝／Go-on Yellow的拍檔，為擁有熊外貌與特性的休閒車型炎神，而其機組編號為「3」。
個性活潑可愛的女生，至於其口頭禪為「Vee Vee」。
戰鬥時則以其嘴巴咬擊及連環發射導彈Vee Vee Missile之攻擊為主。
為炎神王的腹部。
其他登場作品：《海賊戰隊豪快者》、《爆上戰隊BoonBoomger》
 巴爾卡
聲：保志總一朗
於GP-03初登場。
為範人／Go-on Green的拍檔，為擁有鯊魚外貌與特性的摩托車型炎神，而其機組編號為「4」。
個性開朗，而在說話時則會夾雜一些西班牙語，至於其口頭禪則為「Baru Baru Ka」。
其底盤以上部分之身軀則能進行360度旋轉，並能以其尾鰭對敵人斬擊。
為加油王的左手臂，但同時亦能作為其他炎神大型機械人之手臂。
 甘巴多
聲：浜田賢二
於GP-03初登場。
軍平／Go-on Black的拍檔，為擁有德國牧羊犬外貌與特性的警車型炎神，而其機組編號為「5」。
個性尤為自信跟具強烈正義感，至於其口頭禪則為「Gan Gagan」。
擁有犬之嗅覺及聽覺，至於其配備武器為於其前端作為鼻子之槍炮甘巴多槍。
為加油王的右手臂，但同時亦能作為其他炎神大型機械人之手臂。
 蓋利格達
聲：津久井教生
於GP-07初登場。
為擁有鱷魚外貌與特性的兩節式車輛運輸拖車型炎神，而其機體編號為「6」。
其頂部能搭載其他炎神，而戰鬥時則以咬擊為主。另外其口頭禪則為「Geta Geta」。
為擁有龐大身軀與力量之巨大族炎神，但其種族則較少與其他種族之炎神來往；而當初蓋利格達在抵達人類世界時則為對人類存有偏見，然而最後則在範人、軍平、巴爾卡與甘巴多四人的合力說服及感動下才決心選擇與Go-onger並肩作戰。
為加油王的頭部、身軀與雙腿。
飛翼族
為具有飛行能力之炎神，但其數量不多。
 托利布塔
聲：石川靜
於GP-15初登場。
大翔／Go-on Gold的拍檔，為擁有雞外貌與特性的直升機型炎神，而其機組編號為「7」。
個性頑皮，而戰鬥時則以其前端的12門導彈炮Tripter Battalion作為武器，甚至亦能運用其螺旋槳攻擊，至於其口頭禪則為「Bata Bata」。
為制空王的右手臂。
 杰圖拉斯
聲：古島清孝
於GP-15初登場。
美羽／Go-on Silver的拍檔，為擁有老虎外貌與特性的戰鬥機型炎神，而其機組編號為「8」。
個性冷酷炫耀，而戰鬥時則能使出影像分身杰圖拉斯Phantom及從其前端發射追蹤式導彈杰圖拉Hawk，至於其口頭禪則為「Gii」。
為制空王的左手臂。
 讓·波艾爾
聲：西村知道
大翔跟美羽的教官，於GP-19初登場。
為擁有鯨魚外貌與特性的民航機型炎神，而其機體編號為「9」。
以其身體及雙翼下方之光束炮Bore Beam作為武器，而其頂部亦能釋放水柱，另外其自身並能變形為「Jet模式」進行高速飛行。
深知人類與炎神的力量，故此一直很鼓勵Go-on Wings嘗試與Go-onger以及他們的六位炎神夥伴合作，甚至義務性主動為Go-onger進行戰鬥訓練及教學；另外其口頭禪為「Bowhale」。
為制空王的頭部、身軀與雙腿。
古代炎神族
於GP-32初登場。
為於6,500萬年前便已抵達人類世界（當時為人類尚未出現的恐龍時代）之三位列車型炎神，而牠們並不會說現代人的語言，只有懂炎神古語的斯比多魯等現代炎神能跟牠們交談，而斯比多魯亦尊稱牠們為「祖先」。
過往為追擊霍隆德塔爾而前往恐龍世界（即後期的人類世界），並且以捨身形式與霍隆德塔爾一同封印而踏進長眠。後來在人類時代甦醒後初期卻對人類存有敵意，然而在目睹走輔的熱情及斯比多魯的說服下才決意與Go-onger並肩作戰，而走輔亦視牠們為其「二號拍擋」。
平時牠們會併結行動及能於空中行駛，而初期牠們亦因於併結行駛時釋放金色光束而被別人稱為「黃金之龍」。
 基沙莫斯
擁有猛獁外貌與特性的蒸氣火車型炎神，而其機體編號為「10」。
擅長力量戰，並能夠從其長鼻子釋放高壓水蒸氣攻擊。
為恐列王的頭部、身軀與雙手臂。
 堤拉恩
擁有暴龍外貌與特性的新幹線型炎神，而其機體編號為「11」。
具有優越的機動性，並擅長咬擊。
為恐列王的右腿。
 格拉恩
擁有三角龍外貌與特性的新幹線型炎神，而其機體編號為「12」。
除了擅長咬擊外，亦能運用其頭上的三只角進行攻擊。
為恐列王的左腿。

#### 合體型態
炎神王
為由斯比多魯、巴獅王與貝耶爾V合體之大型巨人型態。
配備武器為收納於左腿的劍Go-on Sword及由貝耶爾V的底盤變形之盾牌V Shield；至於其必殺技為「Go-on Grand Prix」，以透過高速衝向對手後則以Go-on Sword進行斬擊。
炎神王巴爾卡
為炎神王與巴爾卡之合體型態，於GP-05初登場。
其必殺技為「巴爾Cutter Slash」，以透過高速旋轉作為手臂的巴爾卡予敵人斬擊。
炎神王甘巴多
為炎神王與甘巴多之合體型態，於GP-06初登場。
其必殺技為「甘巴多Gunfire」，以確認瞄準目標已鎖定後則對之連環射擊。
炎神王G6
由炎神王與加油王合體合體之大型巨人型態，於GP-10初登場。
為連與Bomper對炎神進行改裝後而出現之合體型態，至於其必殺技為「G6 Grand Prix」，以透過Go-onger五人的Handle Blaster同時鎖定目標後則由六台炎神同時發射能量光束攻擊。
炎神王G9
由炎神王、加油王與制空王合體之大型巨人型態，於GP-22初登場。
其必殺技為「G9 Grand Prix」，以透過Go-onger五人的Handle Blaster以及Go-on Wings的Wing Booster同時鎖定目標後則由九台炎神同時發射能量光束攻擊。
炎神王G12
由炎神王、加油王、制空王與恐列王合體之大型巨人型態，於GP-35初登場。
其必殺技為首先發動透過Go-onger五人的Handle Blaster以及Go-on Wings的Wing Booster同時鎖定目標後則由以炎神王、加油王、制空王與恐列王的超能量體攻擊之「G12 Grand Prix」，隨後便以釋放包圍自身的火焰對敵人衝刺攻擊之「G12 Final Grand Prix」。
加油王
為由巴爾卡、甘巴多與蓋利格達合體之大型巨人型態，於GP-07初登場。
其必殺技為「加油Grand Prix」，為對敵人予以巴爾卡的斬擊、甘巴多之槍擊以及蓋利格達之咬擊的共同攻擊。
制空王
為由飛翼族炎神托利布塔、杰圖拉斯與讓·波艾爾合體之大型巨人型態，於GP-20初登場。
擅長空中戰，至於其必殺技為以讓·波艾爾吐出的光束箭矢透過弓箭形式射擊敵人之「制空Win Pulse」。
恐列王
為由古代炎神族的基沙莫斯、堤拉恩與格拉恩爾合體之大型巨人型態，於GP-33初登場。
擅長力量戰，至於其必殺技為以從基沙莫斯的鼻子釋放冷凍氣體攻擊後再予敵人手刃攻擊之「恐列Express」。
炎神大將軍
於GP-39、40登場。
為由三位流亡至武士世界之炎神─烈鷹、獅子之進以及月之輪合體之大型巨人，然而該三位炎神卻在過往的戰鬥中因耗盡力量而往生，並僅留下其各自的炎神Custom以及烈鷹於生前製作的炎神劍。
後來炎神大將軍卻被兩個武士世界之妖魔─雷雷剱與獄獄丸看中並意圖惡用之，而烈鷹的兩位徒弟─晴之助與昭之助亦因而帶同能操縱炎神大將軍的炎神劍離開武士世界，結果在逃脫至人類世界時卻遇上帶同炎神大將軍前往人類世界的雷雷剱與獄獄丸，而炎神劍亦不慎落入與烈鷹外貌相似卻對人類世界感到憎恨的青年手中並被啟動作為僅有破壞本能之傀儡。
及後該名青年卻在走輔、連跟早輝的勸說下深感反思，隨後便藉其所能成功制止炎神大將軍的破壞及解除合體，而最後在Go-on Red、Blue、Yellow藉著將斯比多魯、巴獅王與貝耶爾V的炎神Soul置入烈鷹等三位炎神之炎神Custom並合體為炎神大將軍成功將雷雷剱與獄獄丸消滅後，該三位炎神之炎神Custom亦繼而被晴之助與昭之助帶回武士世界。

### 蠻機族 害亞客
蠻機族 害亞客，為與炎神們同為來自機械世界，卻喜歡污染環境、四處破壞的機械生命體種族。
其種族共分為三族，分別為污染大地的「害地目」、空氣污染的「害氣目」以及水源污染的「害水目」。
三大臣
為初期前往人類世界執行侵略行動的三人。
害地大臣 約戈斯坦
聲：梁田清之
三大臣的領袖，並負責開發害地目蠻機獸。
使用武器為長槍約戈斯比亞，而其力量也是三大臣中最強的。
後來在其心腹比拉梅奇美狄斯被Go-onger消滅後則進入閉關狀態，雖曾在奇塔內納斯與凱格蕾西亞的安慰下恢復但仍不能放下執念，其後在霍隆德塔爾甦醒後便對之植入其特製發條增強力量，接著更在與走輔的單挑對戰中亦向走輔植入發條讓他銅像化，而在霍隆德塔爾被擊敗後便親自進攻人類世界，然而最後在巨大化後卻不敵炎神王G12，其後繼而在與恢復原貌的走輔再度進行單挑對戰時卻被對方消滅。
其他登場作品：《海賊戰隊豪快者 VS 宇宙刑事卡邦 The Movie》
害氣大臣 奇塔內納斯
聲：真殿光昭
三大臣中的頭腦派，並負責開發害氣目蠻機獸，同時亦擅長製作兵器。
使用武器為可釋放有毒及爆炸性氣體的長杖奇塔內巴，另外其背部的煙囪亦能發射黑鉛彈害氣Attack。
然而最後卻不滿被約戈希馬古里坦因作為盾牌而反抗之，結果反遭到對方殺害，而臨終前亦向走輔、連跟早輝透露能拯救其夥伴的方法。
其他登場作品：《海賊戰隊豪快者 VS 宇宙刑事卡邦 The Movie》
害水大臣 凱格蕾西亞
演：及川奈央
三大臣中唯一的女性，並負責開發害水目蠻機獸。
雖為機械生命體，但擁有人類女性的外貌，亦因此有時會喬裝人類行動；另外當她感到憤怒時其頭上的噴氣管則會釋放氣體。
使用武器為鞭子凱格蕾斯迪格，而同樣其肩上的四根水管也能釋放具爆炸性的液體。
然而最後卻不滿被約戈希馬古里坦因作為盾牌而反抗之，結果反遭到對方殺害，而臨終前亦向走輔、連跟早輝透露能拯救其夥伴的方法。
其他登場作品：《海賊戰隊豪快者 The Movie 飛天幽靈船》、《海賊戰隊豪快者 VS 宇宙刑事卡邦 The Movie》
害地副大臣 比拉梅奇美狄斯
聲：中井和哉
害亞客的軍師兼科學家，亦為約戈斯坦的心腹，於GP-15初登場。
擅長計算的戰鬥專家，至於其使用武器為尺子外貌之長劍哈卡利巴爾；另外其頭頂則有三顆燈泡，並於當其自身想到頭緒時則會亮起。
過往在機械世界卻讓斯比多魯等炎神屢敗無數次，然而後來卻因遭到飛翼族炎神托利布塔跟杰圖拉斯的追擊而從機械世界逃逸，後來亦抵達人類世界與三大臣會合，但仍遭到飛翼族炎神跟Go-on Wings追擊。
及後卻因屢次作戰失敗而對自己注入一百隻蠻機獸分量的Bigrium Energy轉化為迪達納美狄斯，但最後卻被Go-on Red以Go-on Gold的Rocket Dagger殺害。
然而因其未能打敗Go-onger之強烈執念，在成為靈體烏納美希美狄斯後便拉攏來自武士世界之妖魔─伐鬼前往人類世界對付Go-onger，其後更為提高勝算而與伐鬼融合為烏納美希伐鬼，但最後烏納美希美狄斯則在遭到炎神王G9透過已被撒鹽的Blaster Soul釋放「G9 Grand Prix」之攻擊後才得以成佛。
亞雷倫布拉家族
為蠻機族害水目王族，於GP-25、26登場。
與其他蠻機族不同的是其審美觀則為愛好潔淨美麗，而過往他們曾在機械世界引發騷亂，但其後卻突然銷聲匿跡。
其中兩人─尼可爾·索·亞雷倫布拉及烏祖瑪吉訶德實際上則為前往人類世界，然而兩人因其蠻機族體質不能適應人類世界之環境而進入假死狀態，但後來卻先後透過沐浴凱格蕾西亞的污水而重生。
害水王子 尼戈爾·索·亞雷倫布拉
聲：野島健兒
亞雷倫布拉家族的王子。
喜愛美麗事物，而對凱格蕾西亞則有強烈的愛戀，然而凱格蕾西亞卻為對其感到厭惡。
使用武器為護手禮劍尼戈爾Rapier，另外其自身亦能透過與凱格蕾西亞合體而巨大化，並擁有操縱氣候之能力。
在烏祖瑪基訶德被擊敗後不久則被奇塔內納斯及凱格蕾西亞復活（當初凱格蕾西亞卻為不情願復活他），其後在與Go-onger跟Go-on Wings戰鬥時卻看中了貝耶爾V，其後在求愛成功後亦帶走了貝耶爾V，然而實際上此為貝耶爾V之計劃，而最後在早輝跟美羽透過以杰圖拉斯利用貝耶爾V之炎神Custom成功騙回貝耶爾V後繼而被Go-onger跟Go-on Wings重創致死。
害水機士 烏祖瑪基訶德
聲：楠見尚己
侍奉亞雷倫布拉家族的騎士，於GP-25登場。
使用武器為騎槍與盾，並擁有製造巨大漩渦跟透過吸收任何物質甚至敵人的攻擊後再轉化為其力量之能力。
過往在抵達人類世界後則以地藏菩薩像之型態進入假死狀態，但其自身仍能夠吸收任何物質，後來亦因緣被童年的連發現甚至被對方目睹吸收了其製作的煎蛋捲，因而成為連希望能讓母親痊癒的信奉對象。
後來卻被奇塔內納斯及凱格蕾西亞復活，而初時在與Go-onger跟Go-on Wings的戰鬥中佔了上風，但隨後在連於攻擊作為弱點的臉部裂縫（為連在其母親逝世後則曾向之扔石頭所砸破）後便透過Bigrium Energy巨大化，然而最後則被炎神王、加油王與制空王聯手擊敗。
總理大臣一方：
總理大臣 約戈希馬古里坦因
聲：梁田清之（分飾）
蠻機族的幕後操縱者，於GP-46初登場。
為約戈斯坦的父親，但其本身則為利己主義之獨裁者；至於其使用武器為雙頭杆電化暴動，同樣地亦具能操縱其他蠻機族之能力及透過釋放必殺技「正義解散」將被擊中者化為波動。
過往曾成功摧毀三個膜世界，同時他亦曾讓炎神巨大族瀕臨滅族，而後來他亦透過掃治大臣奇涅斯基遺下的無限垃圾箱抵達人類世界開始總攻擊，期間更以服用混合了三個膜世界之能量的Dokirium增強力量及以「正義解散」將範人、軍平、須塔兄妹跟其炎神夥伴化為波動。
最後在走輔、連跟早輝成功闖進赫爾蓋勒宮殿將大型齒輪Deus Hagle Magia摧毀而成功拯救其夥伴後繼而與他們決戰，但結果仍被炎神王G12消滅。
其他登場作品：《豪快者 護星者 超級戰隊199英雄大決戰》
危官房長官 奇拉卡索涅
聲：島田敏
約戈希馬古里坦因之副手，於GP-47初登場。
擅長近身肉縛戰，並能夠透過接下對手之攻擊後便加倍奉還予對方。
與約戈希馬古里坦因同時抵達人類世界，但後來他卻被範人跟軍平合力以計謀攻擊後便喝下多基里姆巨大化，結果仍被加油王擊敗。
掃除大臣 奇涅斯基
聲：竹本英史
約戈希馬古里坦因之副手，於GP-43、44登場。
因知曉人類世界的侵略行動停滯不前而往之協助奇塔內納斯與凱格蕾西亞，而其則會使用七種與掃除工具相似的武器。
然而最後在進行人類世界摧毀作戰時卻被Go-onger跟炎神成功阻撓，及後在服用Dokirium巨大化後仍被對方以炎神王G12擊敗。
蠻機獸
由害亞客開發作為進行人類世界侵略行動的機械生物。
其除了仍會以害地目、害氣目以及害水目進行種族分類外，同時亦有由三大臣合作研發的「害地水氣特別目」。
另外蠻機獸們會透過激活預先注入體內的能量Bigrium Energy將自身巨大化。
蠻機兵 烏格茲
為以廢棄的材料製作的兵卒，而他們則以一字錐外型的短劍作為武器。

## Go-onger／Go-on Wings的裝備
Go-onger的裝備：
     Go Phone
為三人使用的手機型變身器。
具備「通訊」功能，另外當置入了炎神們的炎神Soul後其則會呈現相應炎神的立體影像進行溝通。
   Shift Changer
於GP-02初登場。
為兩人使用的腕環型變身器，而其功能則與Go Phone無異。
銀次郎號
Go-onger的流動據點。
其外觀與一般銀色的清風房車無異，但實際上Bomper在與連合作改裝時亦對車內後部空間進行了時空扭曲，故其車內後部空間的面積則較其實體外觀體積廣闊。
Mantan Gun
Go-onger的加油槍型武器。
使用時須置入炎神Soul才能發動，而其自身則可變形為「槍械」與「桿」兩種型態。
Handle Blaster
為Go-onger以其駕駛炎神的方向盤變形之光束槍（可裝備Go Phone或Shirt Changer），為由連於為炎神們進行「G6合體」改造時同步改裝。
Go-on Gear
為Go-onger的個人武器。
 Road Sabre
Go-on Red的道路外貌之長劍。
 Garage Launcher
Go-on Blue的車庫外貌之光束炮。
 Racing Bullet
Go-on Yellow的賽車外貌之子彈。
具有堅硬的外殼，可藉著高速移動一併貫穿複數敵人。
 Bridge Axe
Go-on Green的橋樑外貌之雙刃斧。
 Cowl Laser
Go-on Black的車輛風罩外貌之雷射槍。
組合武器：
     Highway Buster
為由Road Sabre、Garage Launcher與Racing Bullet組合的ETC公路外貌之火箭炮。
於發動時須裝填炎神Soul，並由Racing Bullet作為子彈攻擊對手。
   Junction Rifle
於GP-05初登場。
為由Bridge Axe與Cowl Laser組合的交流道外貌之雙炮口來福槍，並且與Highway Buster同樣於發動時須裝填炎神Soul。
Super Highway Buster
於GP-09初登場。
為由Highway Buster與Junction Rifle組合的超級火箭炮，而其攻擊威力亦較前兩者增幅數倍。
   Go-on Wings的裝備：
Wing Trigger
於GP-16初登場。
為Go-on Wings兩人使用的操縱桿型裝備，並具「變身」、「通訊」、「攝錄」甚至追擊敵人等功能，而同時亦能作為操縱炎神之操縱桿。
Rocket Dagger
為Go-on Wings兩人使用的火箭型匕首，於GP-17初登場。
其設有三顆按鈕，並具六種不同的斬擊設定。
組合武器：Wing Booster
於GP-17初登場。
為Wing Trigger與Rocket Dagger之組合型態，並且與Go-onger的Mantan Gun同樣須置入炎神Soul才能發動。
共同裝備：
Soul
為炎神們跟Go-onger／Go-on Wings的小型硬體。
炎神Soul
為炎神們從其原有身體分拆出來之魂魄；另外其亦能透過置入於Go-onger與Go-on Wings之裝備以釋放相應力量。
Change Soul
為Go-onger與Go-on Wings之變身硬體。
其共分為三種不同顏色的硬體：Go-on Red、Blue與Yellow採用藍色；Go-on Green與Black採用綠色；至於Go-on Wings則為採用紅色。
Blaster Soul
於GP-10初登場。
為Go-onger與Go-on Wings於以炎神王G6、G9與G12發動必殺技「Grand Prix」時所需之硬體。
加油Soul
於GP-25初登場。
為由連所開發的予以於正進行戰鬥的炎神們補充能量之硬體。
鬥魂Soul
為適用於戈羅達GT的Soul，於GP-29初登場。
其原型為由大翔研發的Power Soul，然而Power Soul則有導致戈羅達GT暴走之風險，而最後在經連跟讓·波艾爾的合作下成功改良。
戈羅達GT
正式名稱為「Go roader Gear of Tokonsoul」，為由大翔與讓·波艾爾共同研發的輪胎型武器，於GP-29初登場。
擁有兩種型態：分別為輪胎型態「Wheel Mode」以及戰鬥機械人型態「Action Mode」，而使用時須置入Soul才能發動。
當其被置入鬥魂Soul後便會巨大化，並會以自主意識戰鬥；而同樣地炎神們亦能以其炎神Soul置入戈羅達GT進行戰鬥，但相對的是其所消耗之力量亦相當大。
至於其必殺技為「戈羅達Strike」，為以Wheel Mode對敵人衝刺攻擊。
Can Cumber
由連根據古代炎神（基沙莫斯、堤拉恩與格拉恩）之力量研發的遮斷機型武器，於GP-37初登場。
擁有「槍械」與「桿」兩種型態，而初期使用時須置入堤拉恩與格拉恩的炎神Soul才能發動。
另外其亦能與已置入基沙莫斯的炎神Soul之Mantan Gun併結為Cancan Mantan Gun，藉此可釋放集結三位古代炎神之力量的必殺光束「Cancancan Express」；另外後期Go-on Red、Blue、Yellow亦能夠置入斯比多魯、巴獅王跟貝耶魯V之炎神Soul發動Cancan Mantan Gun。

## 設定
膜世界（Brane World）
為指存在於同一個膜宇宙觀念之複數世界，至於此作則設定於同一個膜宇宙中則有11個膜世界並列排著。
人類世界（Human World）
此作主要的舞台世界。
為人類所生活之世界；另外在人類未出現前的恐龍時代則被稱為「恐龍世界（Dino World）」。
機械世界（Machine World）
為炎神與蠻機族等的機械生命體所生活之世界。
廢物世界（Junk World）
為蠻機族棄置廢物之世界。
武士世界（Samurai World）
其背景與日本江戶時代相似之世界。
蠻機族：
赫爾蓋勒宮殿
害亞客在人類世界之據點，並座落於一處孤島上。
其內部設有能提供無盡能量之齒輪Deus Hagle Magia，然而最後在Go-on Red、Blue、Yellow成功闖進宮殿內摧毀齒輪後，赫爾蓋勒宮殿便隨即倒塌。
蠻多瑪
蠻機族之空陸兩用戰鬥機。
具「飛行」及「雙足行走」兩種型態；另外害地副大臣比拉梅奇美狄斯則為操縱由三架蠻多瑪組合之蠻多瑪SP，而其飛行速度亦較一般蠻多瑪快。
Bigrium Energy
由蠻機族開發之綠色能量液體。
具予生物巨大化之效用，而其則被稱為「產業革命」；另外總理大臣約戈希馬古里坦因一方亦成功研發混合了三個膜世界之能量的紅色Bigrium Energy「Dokirium」。
無限垃圾桶
為掃除大臣奇涅斯基的武器之一，於GP-43初登場。
其本身則為蟲洞，而在奇涅斯基被擊敗後，約戈希馬古里坦因跟奇拉卡索涅亦為透過無限垃圾桶抵達人類世界；另外約戈希馬古里坦亦從其提取Dokirium以增強力量。

## 製作團隊
製作人員：
- 原作：八手三郎
- 製作人：
  - tv asahi：八木征志、佐佐木基
  - 東映：日笠淳、和佐野健一
  - 東映Agency：矢田晃一

- 劇本：武上純希、會川昇、古怒田健志、宮下隼一、荒川稔久、香村純子、波多野都、吉本聰子
- 導演：渡邊勝也、諸田敏、竹本昇、中澤祥次郎、鈴村展弘、佛田洋、加藤弘之
- 動作導演：石垣廣文
- 配樂：大橋惠
- 特攝導演：佛田洋
- 製作：tv asahi、東映、東映Agency

皮套演員：
-  Go-on Red：福澤博文
-  Go-on Blue：押川善文
-  Go-on Yellow：人見早苗
-  Go-on Green：竹内康博
-  Go-on Black：今井靖彦、清家利一、渡邊淳（代演）
-  Go-on Gold：渡邊淳
-  Go-on Silver：野川瑞穗

## 播放列表
以下時間以當地時間（日本時間）為準：
| 日本首播日期 | 集數 | 標題 （日語）（漢譯） | 主役蠻機族一方／膜世界人 | 編劇              | 導演       |
| ------------ | ---- | --------------------- | --- | ----------------- | ---------- |
| 2008/02/17   | 1    |                       | - 害氣目 焚化爐蠻機 （聲：長嶝高士） | 武上純希          | 渡邊勝也   |
| 2008/02/24   | 2    | 亂來的傢伙們          | - 害水目 水管蠻機 （聲：近藤孝行） | 武上純希          | 渡邊勝也   |
| 2008/03/02   | 3    | 搜查的基本            | - 害地目 鏟子蠻機 （聲：西脇保） | 武上純希          | 諸田敏     |
| 2008/03/09   | 4    | 炎神的麻煩            | - 害水目 噴灌蠻機 （聲：Antoki的豬木） | 武上純希          | 諸田敏     |
| 2008/03/16   | 5    | 有時是老媽！？        | - 害地目 磁鐵蠻機→電磁鐵蠻機 （聲：櫻井敏治） | 武上純希          | 竹本昇     |
| 2008/03/23   | 6    | 少女之心              | - 害氣目 揚聲器蠻機 （聲：二又一成） | 武上純希          | 竹本昇     |
| 2008/03/30   | 7    | 搭檔好朋友            | - 害水目 氣瓶蠻機 （聲：平野正人） | 會川昇            | 中澤祥次郎 |
| 2008/04/06   | 8    | 最棒的奇蹟            | - 害地目 地鑿蠻機 （聲：今村直樹） | 會川昇            | 中澤祥次郎 |
| 2008/04/13   | 9    | 明日依然              | - 害氣目 透鏡蠻機 （聲：遠近孝一） | 武上純希          | 渡邊勝也   |
| 2008/04/20   | 10   | 出發All Right         | - 害地水氣特別目 鏡子蠻機 （聲：森田順平） | 武上純希          | 渡邊勝也   |
| 2008/04/27   | 11   | 電波奪佔              | - 害氣目 天線蠻機 （聲：日下秀昭） | 古怒田健志        | 竹本昇     |
| 2008/05/04   | 12   | 走輔蠻機！？          | - 害地目 發電機蠻機 （聲：檜山修之） | 宮下隼一          | 竹本昇     |
| 2008/05/11   | 13   | 男子氣勢滿灌          | - 害水目 扳機蠻機 （聲：內匠靖明） - 宇宙人 - 多格戈老大 （演：菅田俊） - 普科琳 （演：小野明日香）                                                            | 荒川稔久          | 諸田敏     |
| 2008/05/18   | 14   | 每日小鹿亂撞          | - 害水目 鍋爐蠻機 （聲：大木民夫） | 會川昇            | 諸田敏     |
| 2008/05/25   | 15   | 炎神STOL              | - | 武上純希          | 中澤祥次郎 |
| 2008/06/01   | 16   | 挽回名譽              | - 害水目 油蠻機 （聲：武虎） | 武上純希          | 中澤祥次郎 |
| 2008/06/08   | 17   | 正義的羽翼            | - 害地目 爆破蠻機 （聲：佐藤正治） | 武上純希          | 渡邊勝也   |
| 2008/06/15   | 18   | 平民英雄              | - 害氣目 吸塵器蠻機 （聲：松野太紀） | 武上純希          | 渡邊勝也   |
| 2008/06/22   | 19   | 軍平的真心話          | - 害地目 鋸蠻機（GP-19）→鏈鋸蠻機（GP-20） （聲：五代高之） | 宮下隼一          | 諸田敏     |
| 2008/07/06   | 20   | 兄妹內戰！？          | - 害地目 鋸蠻機（GP-19）→鏈鋸蠻機（GP-20） （聲：五代高之） | 香川純子 荒川稔久 | 諸田敏     |
| 2008/07/13   | 21   | 長不大的傢伙們        | - 害氣目 氣球蠻機 （聲：原一平） | 武上純希          | 鈴村展弘   |
| 2008/07/20   | 22   | 最後的願望            | - 害地目 紡織機蠻機 （聲：松本梨香） | 武上純希          | 鈴村展弘   |
| 2008/07/27   | 23   | 暴走靈光一閃          | - 迪達納美狄斯 （聲：中井和哉） | 古怒田健志        | 渡邊勝也   |
| 2008/08/03   | 24   | 最純真的笑容          | - 烏納美希美狄斯 （聲：中井和哉） - 武士世界 伐鬼 - 烏納美希伐鬼                                                                                               | 古怒田健志        | 渡邊勝也   |
| 2008/08/10   | 25   | 母親大人永別了        | - 害水機士 烏祖瑪基訶德 （聲：楠見尚己） | 會川昇            | 諸田敏     |
| 2008/08/17   | 26   | 戀愛關係              | - 害水王子 尼戈爾·索·亞雷倫布拉 （聲：野島健兒） | 會川昇            | 諸田敏     |
| 2008/08/24   | 27   | 孫女範人！？          | - 害氣目 尋水術蠻機 （聲：江戶晴美） - 廢物世界 奧仙 （演：木野花）                                                                                            | 武上純希          | 中澤祥次郎 |
| 2008/08/31   | 28   | 伙伴軍平              | - 害水目 窨井蠻機 （聲：伊藤健太郎） | 武上純希          | 中澤祥次郎 |
| 2008/09/07   | 29   | 阻止大翔              | - 害地目 槌子蠻機 （聲：北澤力） | 會川昇            | 竹本昇     |
| 2008/09/14   | 30   | 友情的鐵拳            | - 害水目 吸管蠻機 （聲：高戶靖廣） | 會川昇            | 竹本昇     |
| 2008/09/21   | 31   | 偶像出道              | - 聲音世界 洛姆比亞可 | 荒川稔久          | 渡邊勝也   |
| 2008/09/28   | 32   | 尋找秘寶              | - 害地目 鑽頭蠻機 （聲：鈴木千尋） | 武上純希          | 渡邊勝也   |
| 2008/10/05   | 33   | 原始炎神              | - 害地目 鑽頭蠻機 （聲：鈴木千尋） | 武上純希          | 諸田敏     |
| 2008/10/12   | 34   | 惡魔女人              | - 害氣目 電暖爐蠻機（GP-34） （聲：伊丸岡篤） - 蠻機族 霍姆迪魯德爾                                                                                            | 武上純希          | 諸田敏     |
| 2008/10/19   | 35   | 炎神的羈絆            | - 害氣目 電暖爐蠻機（GP-34） （聲：伊丸岡篤） - 蠻機族 霍姆迪魯德爾                                                                                            | 宮下隼一          | 鈴村展弘   |
| 2008/10/26   | 36   | 走輔…永遠地           | - | 宮下隼一          | 鈴村展弘   |
| 2008/11/02   | 37   | 炎神蠻機！？          | - 害氣目 引擎蠻機 （聲：稻田徹） | 古怒田健志        | 竹本昇     |
| 2008/11/09   | 38   | 少女的真意            | - 害水目 淋浴蠻機 （聲：鶴弘美） | 武上純希          | 竹本昇     |
| 2008/11/16   | 39   | 思鄉的小孩            | - 害氣目 屋台蠻機（GP-39） （聲：坂口候一） - 武士世界 - 晴之助 （演：山内翔平） - 昭之助 （演：荒木博斗） - 雷雷剱 （聲：內田直哉） - 獄獄丸 （聲：松風雅也） | 會川昇            | 佛田洋     |
| 2008/11/23   | 40   | 將軍復活              | - 害氣目 屋台蠻機（GP-39） （聲：坂口候一） - 武士世界 - 晴之助 （演：山内翔平） - 昭之助 （演：荒木博斗） - 雷雷剱 （聲：內田直哉） - 獄獄丸 （聲：松風雅也） | 會川昇            | 佛田洋     |
| 2008/11/30   | 41   | 育兒建議              | - 風暴世界 瓦美克爾 （聲：坂本千夏） | 宮下隼一          | 加藤弘之   |
| 2008/12/07   | 42   | 學校的秘密            | - 害水目 瓶蠻機→魔法瓶蠻機 （聲：高木涉） | 武上純希          | 加藤弘之   |
| 2008/12/14   | 43   | 年末大掃除            | - 掃除大臣 奇涅斯基 （聲：竹本英史） - 聖誕世界 聖誕老人 （演：櫻金造）                                                                                        | 武上純希          | 渡邊勝也   |
| 2008/12/21   | 44   | 守衛平安夜            | - 掃除大臣 奇涅斯基 （聲：竹本英史） - 聖誕世界 聖誕老人 （演：櫻金造）                                                                                        | 古怒田健志        | 渡邊勝也   |
| 2009/01/04   | 45   | 初夢企劃！？          | - 人類世界 座敷童子 （演：大野百花） | 波多野都          | 竹本昇     |
| 2009/01/11   | 46   | 離家出走的Bomper      | - 害氣目 啞鈴蠻機 （聲：岸祐二） | 吉本聰子          | 竹本昇     |
| 2009/01/18   | 47   | 內閣改組              | - 危官房長官 奇拉卡桑涅 （聲：島田敏） | 武上純希          | 諸田敏     |
| 2009/01/25   | 48   | 正義解散              | - 害地水氣特別目 合體蠻機 （聲：鄉里大輔） | 古怒田健志        | 諸田敏     |
| 2009/02/01   | 49   | 最終決戰              | - | 武上純希          | 渡邊勝也   |
| 2009/02/08   | 50   | 正義之路              | - | 武上純希          | 渡邊勝也   |

## 音樂
片頭曲：
作詞：Mike Sugiyama
作曲：岩崎貴文
編曲：Project.R（大石憲一郎、岩崎貴文）
演唱：高橋秀幸（Project.R） 
片尾曲：
（GP-01-21、26、47-49）
作詞：八手三郎、Mike Sugiyama
作曲、編曲：大石憲一郎（Project.R）
演唱：Project.R（谷本貴義、Sister MAYO、大石憲一郎） with 炎神Kids
（GP-22、27-30、32-35、46）
作詞：Mike Sugiyama
作曲、編曲：大石憲一郎
演唱：Project.R（高取秀明、五條真由美、谷本貴義、Sister MAYO、大石憲一郎） with 炎神Kids
（GP-23-24）
作詞：Mike Sugiyama
作曲、編曲：大石憲一郎
演唱：炎神Kids with Project.R（谷本貴義、Sister MAYO、大石憲一郎）
（GP-25）
作詞：Mike Sugiyama
作曲、編曲：大石憲一郎
演唱：Project.R with 炎神Kids
（GP-31）
作詞：Mike Sugiyama
作曲、編曲：大石憲一郎
演唱：G3 Princess（逢澤莉娜、杉本有美、及川奈央）
（GP-36-41） 
作詞：Mike Sugiyama
作曲、編曲：大石憲一郎
演唱：Project.R（YOFFY、岩崎貴文、高取秀明、五條真由美、谷本貴義、Sister MAYO、大石憲一郎） with 炎神Kids
（GP-42-44）
作詞：Mike Sugiyama
作曲、編曲：大石憲一郎
演唱：Project.R（高橋秀幸、谷本貴義、Sister MAYO、大石憲一郎） with 炎神Kids
（GP-45）
作詞：Mike Sugiyama
作曲、編曲：大石憲一郎
演唱：G5 Prince（古原靖久、片岡信和、碓井將大、海老澤健次、德山秀典） with Bomper（中川亞紀子）
（GP-Final （第50集））
作詞：Mike Sugiyama
作曲、編曲：大石憲一郎
演唱：Project.R（高橋秀幸、谷本貴義、Sister MAYO、大石憲一郎） with 炎神Kids
插曲：

作詞：Mike Sugiyama
作曲：大橋惠
編曲：Project.R（大石憲一郎、大橋惠）
演唱：石原慎一

作詞：Mike Sugiyama
作曲：古家学
編曲：TAKKARATTS
演唱：NoB（Project.R）

作詞：Mike Sugiyama
作曲、編曲：TAKKARATTS
演唱：岩崎貴文（Project.R）

作詞：Mike Sugiyama
作曲：淺田直
編曲：高木洋
演唱：MoJo

作詞：Mike Sugiyama
作曲、編曲：鈴木盛廣
演唱：高橋秀幸（Project.R）

作詞：Mike Sugiyama
作曲：大橋惠
編曲：Project.R（大石憲一郎、大橋惠）
演唱：Project.R（谷本貴義、五條真由美、大石憲一郎）

作詞：Mike Sugiyama
作曲：IMAJO
編曲：籠島裕昌
演唱：IMAJO（Project.R）

作詞：Mike Sugiyama
作曲：前田克樹
編曲：高橋克
演唱：宮內堂千

作詞：Mike Sugiyama
作曲、編曲：鈴木盛廣
演唱：高橋秀幸（Project.R）

作詞：Mike Sugiyama
作曲：大橋惠
編曲：大石憲一郎
演唱：串田晃
G3 Princess、G5 Prince相關：

作詞：Mike Sugiyama
作曲：岩崎貴文
編曲：大石憲一郎
演唱：樓山早輝（逢澤莉娜）

作詞：Mike Sugiyama
作曲：谷本貴義
編曲：大石憲一郎
演唱：須塔美羽（杉本有美）

作詞：Mike Sugiyama
作曲：YOFFY
編曲：大石憲一郎
演唱：凱格蕾西亞（及川奈央）

作詞、作曲 - 德山秀典
編曲：MOKU
演唱：G5 Prince（古原靖久、片岡信和、碓井將大、海老澤健次、德山秀典）

作詞、作曲：德山秀典
編曲：MOKU
演唱：須塔大翔（德山秀典）

## 其他相關媒體
劇場版：
《炎神戰隊轟音者 BUNBUN! BANBAN! 劇場BANG!!》
此作的首部劇場版，於2008年8月9日上映。
超級戰隊祭：
《劇場版 炎神戰隊Go-onger VS 激氣連者》
此作的第二部劇場版作品及與《獸拳戰隊激氣連者》之聯動作品，亦為首部以劇場版形式在電影院上映的《VS系列》之作品，於2009年1月24日上映。
《侍戰隊真劍者VS轟音者 銀幕BANG!!》
此作與《侍戰隊真劍者》的聯動作品，於2010年1月30日上映。
V-Cinema：《炎神戰隊Go-onger 10 YEARS GRANDPRIX》
此作的10週年紀念作品，2018年9月26日發佈。

## 超級英雄時間相關條目
- 《假面騎士KIVA》

## 海外播放

### 台灣
台灣八大戲劇台曾於2010年10月10日至2011年9月18日期間每週日上午8時30分首播此作國語配音版，並於當天下午3時30分重播，同樣地此作也是目前於八大戲劇台首播的最後一部超級戰隊劇集。

### 香港
香港無綫電視翡翠台曾於2011年3月13日至2012年2月26日期間每週日上午9時30分首播此作粵語配音版。

## 外部連結
- テレビ朝日内公式サイト （页面存档备份，存于）
- 東映内公式サイト （页面存档备份，存于）
- DOGATCH「炎神戦隊ゴーオンジャー」特集
- えんじんぶろぐ[永久]
- DVD 炎神戦隊ゴーオンジャー特集（東映ビデオ内にあるサイト）
- キッズフォトバンダイスタジオ